# Обазен
Обазен (фр. Aubazines) је насељено место у Француској у региону Лимузен, у департману Корез.
По подацима из 2011. године у општини је живело 890 становника, а густина насељености је износила 63,12 становника/km².

## Демографија
| 1962. | 1968. | 1975. | 1982. | 1990. | 2011. |
| ----- | ----- | ----- | ----- | ----- | ----- |
| 677   | 669   | 642   | 673   | 788   | 890   |